# Jerzy Kamiński (powstaniec)

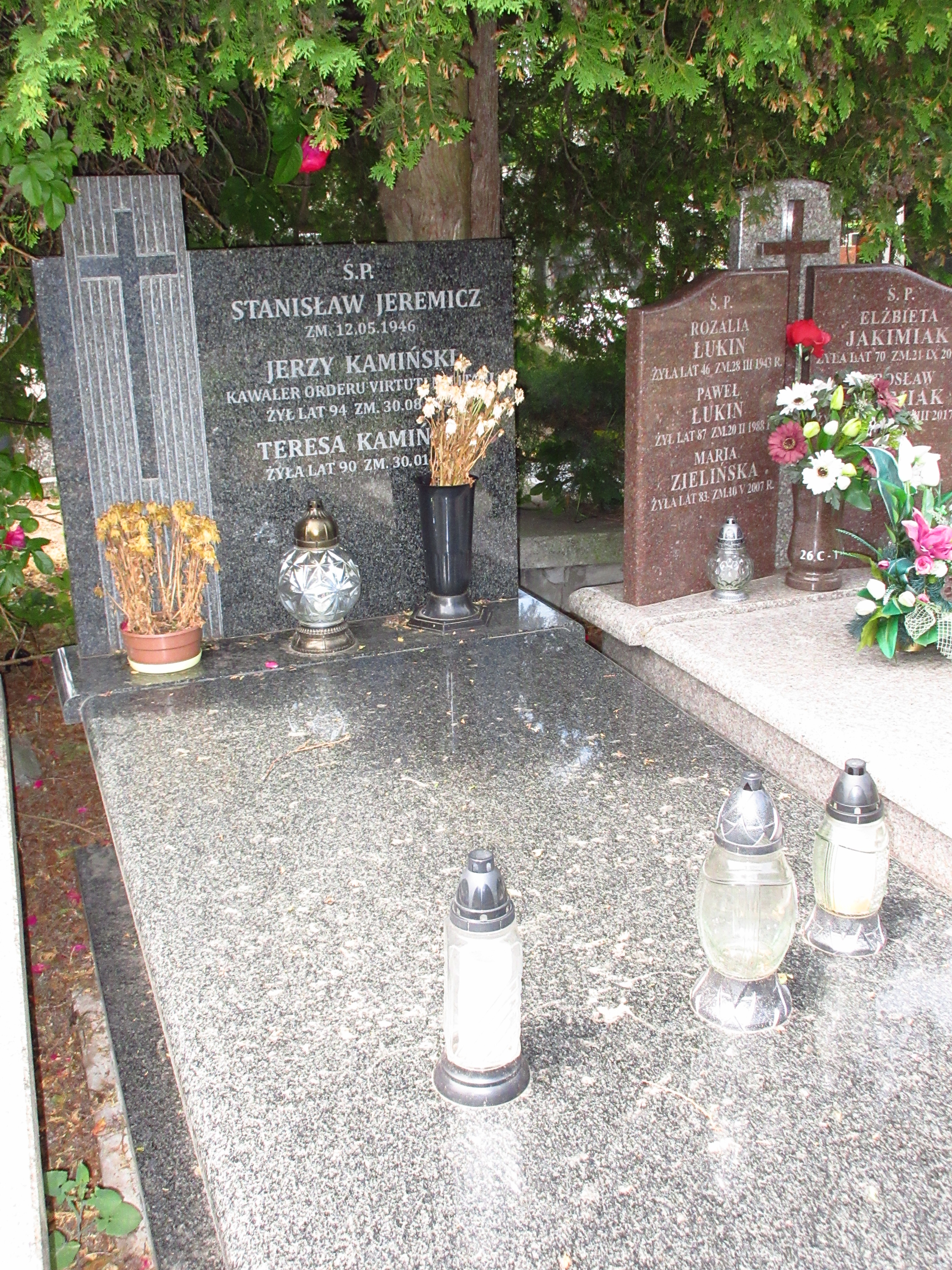
Grób Jerzego Kamińskiego na cmentarzu Bródnowskim

Jerzy Kamiński, pseud. „Światowid-Byczyński” (ur. 5 lutego 1924 w Kaliszu, zm. 30 sierpnia 2018 w Warszawie) – polski inżynier i żołnierz AK, major Wojska Polskiego w stanie spoczynku, jako ppor. ostatni dowódca 3 plutonu 4 kompanii Zgrupowania Bartkiewicza w powstaniu warszawskim, odznaczony m.in. orderem Virtuti Militari i Krzyżem Walecznych.

## Życiorys
Urodził się w Kaliszu z ojca Wacława Kamińskiego i matki Marii (z domu Mejer) jako najstarszy z trójki dzieci. Dorastał mieszkając z rodzicami w ich kamienicy na ulicy Sukienniczej 9.
Działał w konspiracji od 1942 roku. Do Narodowych Sił Zbrojnych został zaprzysiężony w Leszczynach koło Garwolina pod pseudonimem "Światowid-Byczyński". W maju 1944 roku walczył w partyzantce NSZ w okolicach Ćmielowa w Górach Świętokrzyskich.
W trakcie Godziny „W” przebywał z plutonem OS NSZ pod dowództwem kpt. "Romana" na placu Dąbrowskiego 5, skąd rozpoczął atak. W pierwszych godzinach powstania zdobył swój pierwszy pistolet maszynowy. Następnie brał udział w szturmie na budynek PAST-y, a także uczestniczył w obronie ulicy Królewskiej. Pod koniec września został awansowany na dowódcę 3 plutonu, a jeszcze przed upadkiem powstania do stopnia podporucznika. Został odznaczony Krzyżem Walecznych, a także Krzyżem Srebrnym orderu Virtuti Militari przez gen. Tadeusza "Bora"-Komorowskiego, jednak z powodu zaginięcia dokumentacji odznaczenia, nie zostało ono oficjalnie uznane.
Po upadku powstania trafił do niewoli wraz z 4 kompanią do obozu Stalag XIB w Fallingbostel, skąd następnie był przenoszony do oflagów: Bergen-Belsen, Grossborn-Westfalenhof, Sandbostel, Lubeka. Po zakończeniu wojny, w 1945 roku powrócił do rodzinnego Kalisza, gdzie ponownie zamieszkał z rodzicami w kamienicy przy ulicy Sukienniczej. 
Ukończył Politechnikę Warszawską ze stopniem magistra inżyniera budownictwa, a następnie rozpoczął pracę jako konstruktor budowlany w biurze projektów mieszczącym się przy ulicy Królewskiej. Nie ujawnił władzom PRL swojej przeszłości wojennej, skutkiem czego został wezwany w trakcie studiów na obowiązkowe szkolenie wojskowe.
Jeszcze podczas pobytu w Niemczech poznał Waleriana Klimowicza, ojca swojej przyszłej żony, Teresy z którą miał dwóch synów. Po ślubie przeprowadzili się na ulicę Sulkiewicza w Warszawie, jednak wkrótce zostali stamtąd eksmitowani ze względu na budowę inwestycji rządowej na ich działce. Następnie przeprowadzili się na Bielany.
W 2012 został oficjalnie odznaczony Krzyżem Srebrnym Orderu Virtuti Militari przez prezydenta Bronisława Komorowskiego.